# Martin Marsick

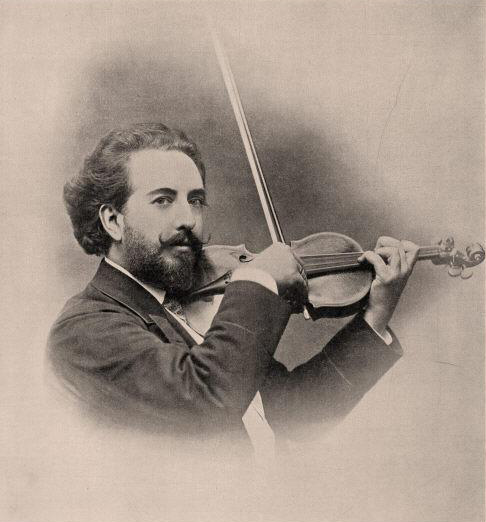
Martin Marsick

Martin Pierre Joseph Marsick (* 9. März 1847 in Jupille-sur-Meuse, heute Lüttich; † 21. Oktober 1924 in Paris) war ein belgischer Violinist und Komponist. Er zählt zu den wichtigen Vertretern der Lütticher Violinschule.

## Leben
Marsick besuchte von 1854 bis 1863 das Conservatoire Royal de Musique in Lüttich, wo er Violinschüler von Désiré Heynberg (1831–1897) war. Er setzte seine Studien in Brüssel bei Hubert Léonard fort. 1868 wurde er Schüler von Lambert Massart am Pariser Konservatorium, hier erhielt er den Ersten Preis und ein damit verbundenes Stipendium, das ihm Studien bei Joseph Joachim in Berlin ermöglichte.
Zwischen 1875 und 1895 wirkte er als Virtuose und trat in Paris unter Charles Lamoureux, Jules Pasdeloup und Édouard Colonne auf. Er wurde Mitglied der 1871 gegründeten Société nationale de musique und gründete ein eigenes Streichquartett. Er trat auch mit Joseph Joachim sowie im Trio mit dem Cellisten Anatoli Brandukow und dem Pianisten Wladimir von Pachmann auf. Von 1892 bis 1900 war er Professor am Conservatoire de Paris und gehörte zu den bedeutenden  Violinlehrern des ausgehenden 19. Jahrhunderts. Zu seinen Schülern zählten Carl Flesch, Jacques Thibaud und George Enescu. Er unternahm Konzerttourneen, die ihn in viele europäische Städte führten, und in den Jahren 1895 und 1896 bereiste er die USA. Auf Grund eines privaten Skandals ging er 1900 mit seiner Geliebten in die USA und beendete seine Lehrtätigkeit in Paris.
Zu Lebzeiten galt Marsick als der ideale Interpret der Werke von Henri Vieuxtemps und Henryk Wieniawski. Camille Saint-Saëns widmete ihm seine 1. Violinsonate.
Marsick spielte auf einer Violine von Antonio Stradivari von 1705, die später längere Zeit von David Oistrach gespielt wurde und heute „Marsick ex Oistrach“ genannt wird.
Armand Marsick, der Sohn seines Bruders Louis-François Marsick (1843–1901), wurde ein bedeutender Violinvirtuose.

## Werke (Auswahl)
- 3 Konzerte für Violine und Orchester
- Zahlreiche Stücke für Violine und Klavier, wie
  - Rèverie op. 4 (1879)
  - 2 Morceaux op. 6 (1879)
  - 3 Pièces op. 8 (1882)
  - Song op. 16 (1891)
  - Tarentelle op. 19 (1897)
  - Nocturne op. 20 (1897)
  - Poème d’été op. 24 (1900)
- Souvenir de Naples (für 2 Violinen, Bratsche, Cello, Kontrabass, Flöte und Klarinette) op. 33
- Zahlreiche Transkriptionen für Violine, Cello und Klavier anderer Komponisten, wie Chopin, Delibes, Grieg, Massenet und weitere.
- Lyrisches Drama Le Puits (um 1900)
- Die Lehrwerke Eureca (1906) und La Grammaire du violon (1924)